# Pawieł Połuektow
Pawieł Andriejewicz Połuektow, ros. Павел Андреевич Полуэктов (ur. 20 stycznia 1992 w Sierowie) – kazachski hokeista pochodzenia rosyjskiego, reprezentant Kazachstanu.

## Kariera
- Inkwoj Sowiecki (2007-2009)
- Mietałłurg Sierow (2009)
- Gorniak Rudnyj (2002)
- Bejbarys Atyrau (2009-2011)
- Barys Astana 2 (2011–2013)
- Snieżnyje Barsy Astana (2011–2012)
- Barys Astana (2012-2016)
  -  Nomad Astana (2013-2016)
- Torpedo Ust-Kamienogorsk (2017)
- Ałtaj Torpedo Ust-Kamienogorsk (2017-2019)
- HK Aktobe (2019-2020)
- HK Ałmaty (2020-)

Pochodzi z Rosji i jest wychowankiem klubu Mietałłurg Sierow w rodzinnym mieście. Od 2009 występuje w klubach kazachskich. Od 2011 w klubie Barys Astana, w barwach którego występował w drużynie rezerwowej w lidze kazachskiej, zespole juniorskim w lidze KHL, a od 2012 gra w seniorskiej ekipie w ramach rozgrywek KHL. Pod koniec listopada 2013 przekazany do zespołu farmerskiego, Nomad Astana. W maju 2014 przedłużył kontrakt z Barysem o dwa lata. Od końca 2016 zawodnik Torpedo Ust-Kamienogorsk. Od lipca 2017 na stałe przetransferowany do tego klubu z Barysu Astana. Wkrótce potem przekazany do drużyny Ałtaju, w ramach tego samego klubu, a występującej w lidze kazachskiej. Od lipca 2019 zawodnik HK Aktobe. W połowie 2020 przeszedł do HK Ałmaty.
Od 2011 jest reprezentantem Kazachstanu. W grudniu 2011 wystąpił w kadrze juniorskiej na mistrzostwach świata juniorów do lat 20 edycji 2012 (został najlepszym bramkarzem turnieju). Następnie w kadrze seniorskiej uczestniczył w turniejach mistrzostw świata w 2013 (Elita), 2014 (Elita), 2015 (Dywizja I), 2016 (Elita), zimowej uniwersjady edycji 2017.

## Sukcesy
Reprezentacyjne
- Awans do MŚ Elity: 2013, 2015
- Srebrny medal zimowej uniwersjady: 2017

Klubowe
- Srebrny medal mistrzostw Kazachstanu: 2010 z Bejbarysem Atyrau
- Złoty medal mistrzostw Kazachstanu: 2011 z Bejbarysem Atyrau

Indywidualne
- Mistrzostwa Świata Juniorów w Hokeju na Lodzie 2012/I Dywizja#Grupa B:
  - Drugie miejsce w klasyfikacji skuteczności interwencji podczas turnieju: 94,66%[7]
  - Drugie miejsce w klasyfikacji średniej goli straconych na mecz podczas turnieju: 1,38
  - Najlepszy zawodnik reprezentacji na turnieju[8]
  - Najlepszy bramkarz turnieju[9]
- Mistrzostwa Świata w Hokeju na Lodzie 2015/I Dywizja#Grupa A:
  - Drugie miejsce w klasyfikacji skuteczności interwencji w turnieju: 93,94%[10]
  - Drugie miejsce w klasyfikacji średniej goli straconych na mecz w turnieju: 1,20
  - Pierwsze miejsce w klasyfikacji liczby meczów bez straty gola w turnieju: 2
  - Skład gwiazd turnieju[11][12]